# Aleksander Aleksandrovič Kazakov
Aleksander Aleksandrovič Kazakov (Kozakov) [aleksánder aleksándrovič kazákov/kozákov] (rusko Алекса́ндр Алекса́ндрович Казако́в/Козако́в), ruski letalski častnik, vojaški pilot in letalski as, * 15. januar (2. januar, ruski koledar) 1889, Hersonska gubernija, Ruski imperij, † 1. avgust 1919, vas Dvinskoj Bereznik, Arhangelska gubernija, Sovjetska Rusija (sedaj Rusija).
Kazakov je bil eden najuspešnejših letalskih asov Imperialnega vojnega letalstva v času 1. svetovne vojne.
Letel je na letalih Morane-Saulnier, Spad - SА2, Nieuport 9, Nieuport 11 in Nieuport 17. Verjetno je dosegel največ zračnih zmag nad sovražnikovimi letali med piloti Imperialnega VL. Neuradno je sestrelil 32 nemških in avstro-ogrskih letal, čeprav je uradno število njegovih zmag 20, ker so štela le sestreljena letala nad ozemljem, ki ga je zasedal Ruski imperij.